# تپه گاوداری شاهینی
تپه گاوداری شاهینی مربوط به دوره اشکانیان است و در شهرستان کرمانشاه، بخش مرکزی، دهستان بالادربند، ۱/۸ کیلومتری شمال غرب روستای شاهینی واقع شده و این اثر در تاریخ ۲۶ اسفند ۱۳۸۷ با شمارهٔ ثبت ۲۵۶۴۸ به‌عنوان یکی از آثار ملی ایران به ثبت رسیده است.